# 高濱站 (愛媛縣)
高濱站（日语：／ Takahama eki */?）是位於日本愛媛縣松山市的鐵路車站，隸屬於伊予鐵道（伊予鐵），車站編號為IY01，是高濱線北端終點站以及伊予鐵路最北端的鐵路車站，1892年隨路線由三津站伸延至此。
2013年由福山雅治及吉高由里子主演的電影《真夏方程式》（真夏の方程式），其中一個場景「玻璃浦站」（玻璃ヶ浦駅），便是取景自本站。

## 車站結構

### 站房

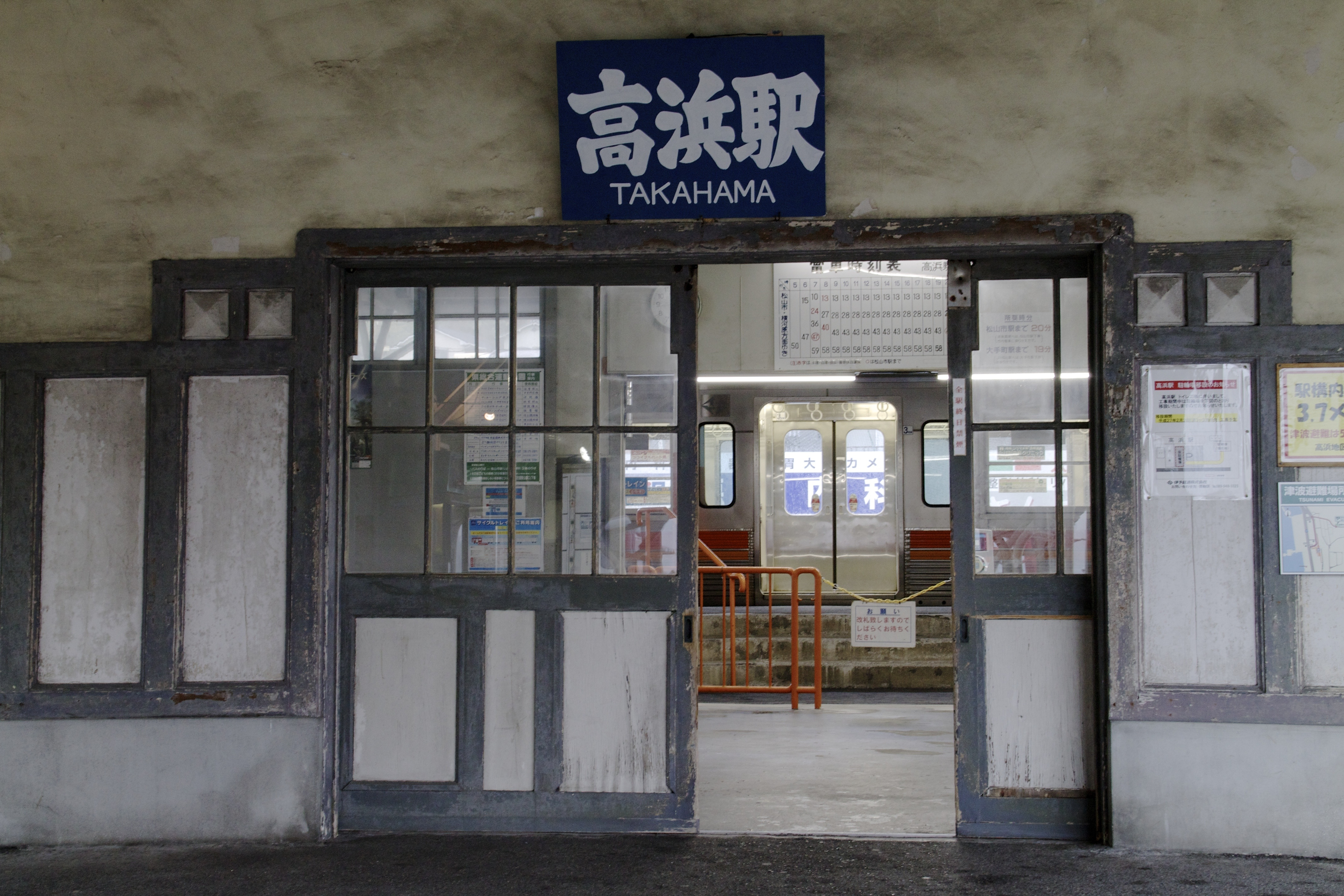
開站時已經使用的車站站牌（2015年），現時已被新式的車站站牌所取代。

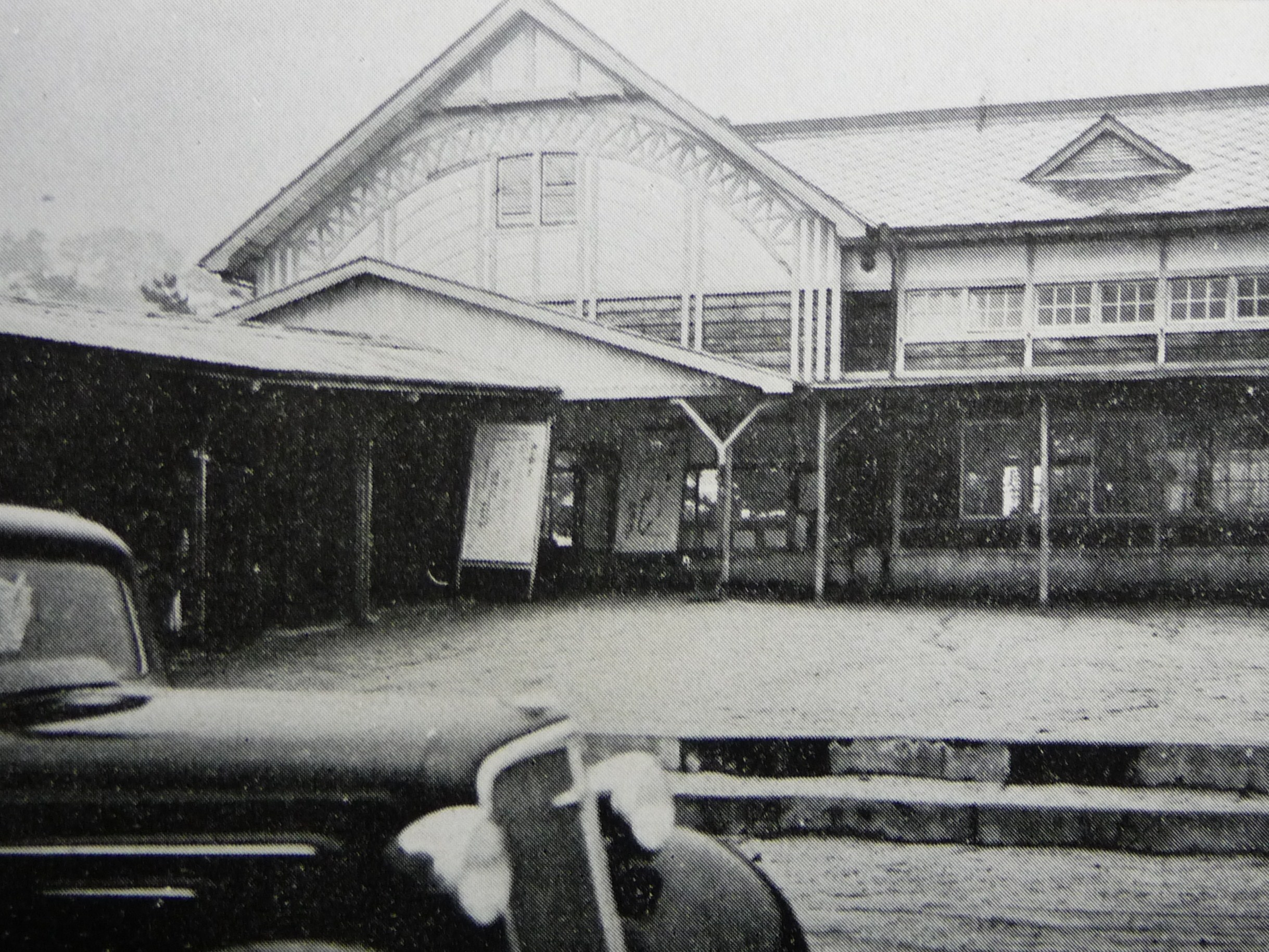
1930年代的高濱站站舍外貌。

為木製兩層高建築，與第2代三津站站舍為同一時期的建築，外貌同樣具有新藝術運動建築特色，因而被日本土木學會評為「近代土木遺産」B級的評級。

### 月台配置
現時只設有側式月台1座，是1線1面的配置，有效長度為3輛。而在外側則另設有側線1條，以往曾設有第2個側式月台，1945年因受「不要不急線」法令所影響，全線改為單線，列車從側線開出後會經轉轍器進入單軌路段，二戰後，路線重新雙線化，但本站至梅津寺站卻仍維持單軌雙向行車至今；實施平日15分鐘定點班次後，因不再作為調節班次的用途，靠山邊的月台遭棄用並拆走，只保留側線作保線用途或臨時列車停泊處，而主線和側線均備有伸延段，一直伸延至巴士總站末端為止。
另外，伊予鐵路亦同時經營接駁松山觀光港的穿梳巴士路線「Piston」（ピストン），月台上的站牌亦用虛線標記能通往松山觀光港，在月台北端盡頭設有連接通道，乘客理論上可以不用經過站舍閘口，便可直接前往巴士候車月台乘車，但自從導入IC咭系統後，連接通道的閘門已長期關閉，絕少開放使用。乘客現時需要通過站舍閘口繳付鐵路車費後，再沿右側的出口前往巴士月台，穿梳巴士路線須另外付款，車費為100日圓。
整個月台均設有上蓋，並一直伸延至連絡通道及巴士總站末端，因月台及站舍並不處於同一水平，因此閘口與月台之間需經過數級樓梯。月台上設有數張候車座椅及自動售賣機。
| 月台     | 路線         | 方向 | 目的地                            |
| -------- | ------------ | ---- | --------------------------------- |
| 1        | ■高濱線      | 下行 | 松山市、直通■横河原線往横河原方向 |
| 巴士月台 | 「Piston」線 | ---  | 松山觀光港方向                    |

## 歷史
- 1892年5月2日：開業。
- 1905年1月10日：車站向北端遷移約500米至現址。
- 2025年3月18日：伊予鐵內所有郊外鐵道線均可使用ICOCA及全國交通系IC卡[7][8][9]。

## 相鄰車站
伊予鐵道
■ 高濱線
松山觀光港（IY00）－（松山觀光港接駁巴士）－高濱（IY01）－梅津寺（IY02）

## 外部連結
- 伊予鐵道高濱站公式網頁。 （页面存档备份，存于）（日語）